# El Carxe
La comarca del Carxe (castellà: el Carche) és un territori de la Regió de Múrcia on es parla valencià. Comprén una part dels municipis de Iecla, Jumella i Favanella, i toca els municipis valencians del Pinós i l'Alguenya. Té una extensió d'uns 300 km² i una població de 677 habitants. La majoria de la població es reparteix entre els nuclis de població següents: la Torre del Rico, la Canyada del Trigo, el Carxe i la Canyada de l'Alenya.
El seu nom prové de la serra del Carxe, una serra de fins a 1.371 metres d'altitud, una porció de la qual forma part del parc regional amb el mateix nom.
El Carxe no és originàriament una zona de parla catalana. No obstant això, el català va arribar-hi durant el segle XIX gràcies a una migració de parlants alacantins de comarques properes. Gràcies a les recerques sociolingüístiques dutes a terme per Manuel Sanchis i Guarner, des dels anys cinquanta del segle xx es coneix la seva existència com a zona catalanoparlant. Malgrat que el valencià no té reconeixement oficial a la Regió de Múrcia, l'Acadèmia Valenciana de la Llengua ha impartit cursos en diversos municipis de la comarca.

## Geografia

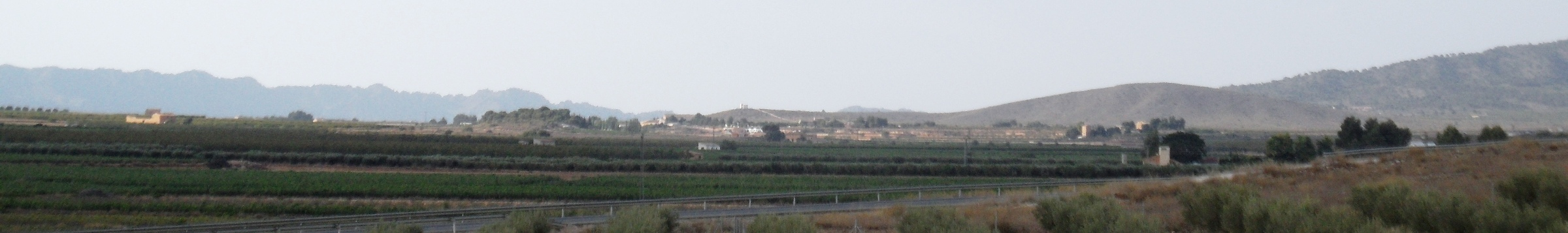
Vista panoràmica de la pedania del Raspai i de la comarca del Carxe des de l'ermita de Santa Catalina del Pinós (Vinalopó Mitjà)

El Carxe té una extensió d'uns 300 km² que es reparteixen entre els municipis murcians de Iecla i Jumella a la comarca de l'Altiplà i Favanella a la comarca de l'Oriental, tocant als municipis valencians del Pinós i l'Alguenya. Està fitat al sud per la serra de Quives i la de la Pila i al nord per la serra del Serral, la de les Panses i la del Carxe. Aquesta última, que dona nom a la comarca, en té el punt més alt, de 1.371 metres.

El Carxe respecte a Múrcia
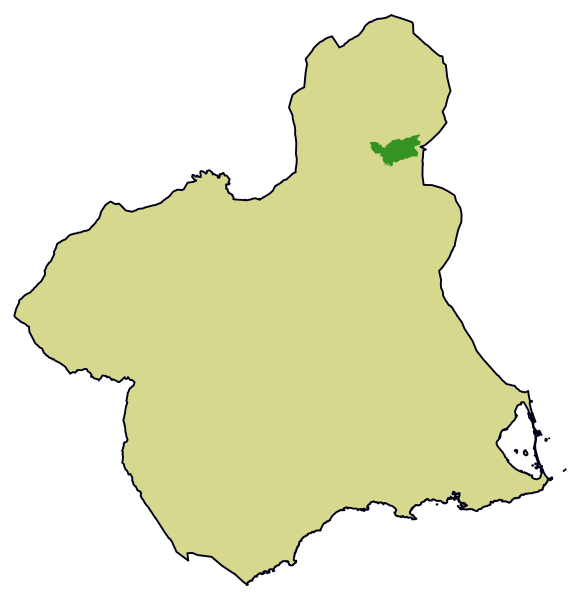
Parc Regional de la serra del Carxe
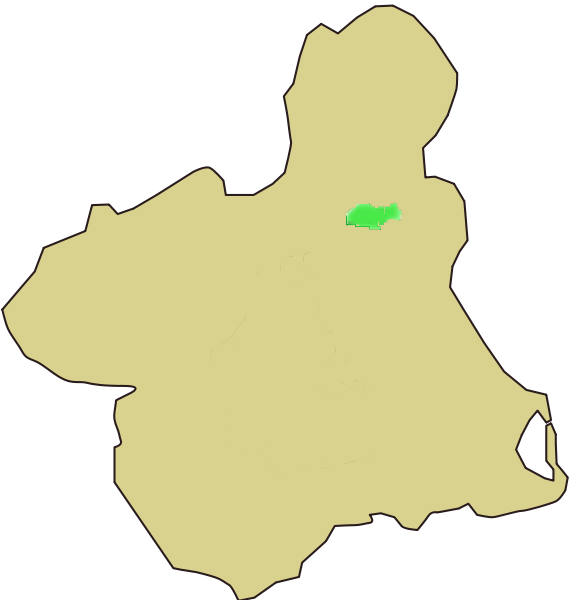
Serra de la Pila

## Història
El 1244 es va delimitar per primer cop la frontera entre la Corona d'Aragó i la de Castella en aquesta zona al Tractat d'Almirra, que deixava les comarques del Vinalopó sota domini castellà. El 1266, Jaume I va conquerir el Regne de Múrcia per sufocar la revolta sarraïna contra el vassallatge a Castella. Malgrat retornar la sobirania del Regne a Castella, respectant el Tractat d'Almirra, es repoblà la zona amb catalans, valencians i aragonesos. Aquesta població no té a veure amb el poblament valencià actual del Carxe. El 1296, Jaume II va ocupar el Regne de Múrcia fins al 1304 que se signà la Sentència Arbitral de Torrellas. Allà, Jaume II renunciava al Regne de Múrcia a canvi d'incorporar-ne la zona nord, i va deixar fixat així el límit actual entre el País Valencià i la Regió de Múrcia. A Múrcia es deixà de parlar valencià al segle xiv, a Cartagena al segle xv i a Oriola al segle xviii.
Després de l'expulsió morisca al segle xvii, gran part dels extensos termes de Iecla, Jumella i també de Favanella havien restat gairebé despoblats. Aquestes terres foren dedicades a pastures i, en la dècada del 1878 al 1887, foren donades en emfiteusi per a la seua explotació agrícola. Això provocà una forta immigració de llauradors procedents de les valls del Vinalopó, que és l'origen del valencià actual del Carxe. Algunes fonts endarrereixen considerablement la data d'inici de l'arribada d'immigrants valencians, ja que segons una informant de la Canyada de l'Alenya, la seva mare, nascuda el 1877, era besnéta dels primers pobladors arribats de Novelda.
Aquests pobladors s'establiren a les planades que formen les capçaleres de les rambles de Favanella i de la Raixa, i en alguns casos —Carrascalejo i els Pinillos— també més al nord, fins a tocar gairebé de Iecla, i sempre a les envistes de la serra del Carxe, d'on ha pres nom la comarca. Les viles i llogarets que hi fundaren no han tingut mai independència administrativa i han romàs sempre com a pedanies de Iecla —pedania del Carxe—, de Jumella —pedanies de l'Alberquilla, la Raixa, la Torre del Rico, la Canyada del Trigo i la Sarsa— i de Favanella —pedanies del Collado dels Gabriels i la Canyada de l'Alenya.

## Demografia
Les poblacions situades entre la serra del Carxe i la rambla de la Raixa estan cohesionades al voltant de la Canyada de Trigo, on tenen el servei mèdic i l'escola. Tot el Carxe té una relació propera amb el poble valencià del Pinós, que es troba entre sis i set quilòmetres de distància. Els ajuntaments de què depenen les diferents poblacions —Favanella, Iecla i Jumella— es troben entre 25 i 30 quilòmetres de distància del Carxe.
La població de la comarca del Carxe era l'any 1950 de devers 3.000 habitants. Actualment no arriba al miler, a causa de la forta emigració provocada, sobretot, per la crisi de l'agricultura. En algunes pedanies, especialment en les de poblament disseminat, ja no hi viu quasi ningú permanentment. La majoria dels habitants, tot i que hi continuen empadronats, resideixen ara a les viles grans properes —a les murcianes de Jumella i Iecla, o a la valenciana del Pinós.

Mapa dels masos i nuclis de població del Carxe. La llegenda de la numeració és a la taula.

Els masos i nuclis de població catalanoparlant que conformen el Carxe són els següents:
| Nom                                   | Municipi  | Número al mapa |
| ------------------------------------- | --------- | -------------- |
| Casa del Xarco de la Penya            | Jumella   |                |
| Casa Dies                             | Jumella   |                |
| Cases del Conill                      | Jumella   |                |
| Cases dels Flares                     | Favanella |                |
| el Carxe o el Raspai                  | Iecla     |                |
| el Collado dels Gabriels              | Favanella |                |
| els Càpitos                           | Jumella   |                |
| els Escandells                        | Jumella   |                |
| Esperit Sant                          | Jumella   |                |
| l'Alberquilla                         | Jumella   |                |
| la Canyada de l'Alenya o els Martines | Favanella |                |
| la Canyada de Trigo                   | Jumella   |                |
| la Sarsa                              | Jumella   |                |
| la Torre del Rico                     | Jumella   |                |
| les Coves de Penya Roja               | Jumella   |                |
| Allà Darrere                          | Iecla     | 1              |
| Allà Enfront                          | Iecla     | 2              |
| Buenavista                            | Iecla     | 3              |
| Carabina                              | Jumella   | 4              |
| Casa de Bondia                        | Jumella   | 5              |
| Casa de Canyissares                   | Iecla     | 6              |
| Casa de Comina                        | Jumella   | 7              |
| Casa de Ferrer                        | Jumella   | 8              |
| Casa de Jiménez                       | Jumella   | 9              |
| Casa de l'Arsenal                     | Jumella   | 10             |
| Casa de l'Espada                      | Favanella | 11             |
| Casa de l'Olmo                        | Jumella   | 12             |
| Casa de la Carrasca                   | Jumella   | 13             |
| Casa de la Molineta                   | Jumella   | 14             |
| Casa de la Revolta                    | Iecla     | 15             |
| Casa de la Tia Josefa                 | Favanella | 16             |
| Casa de la Tosquilla                  | Jumella   | 17             |
| Casa de la Vereda                     | Jumella   | 18             |
| Casa dels Plateros                    | Jumella   | 18             |
| Casa de les Maritxueles               | Favanella | 19             |
| Casa de les Panses                    | Iecla     | 20             |
| Casa de les Pulgues                   | Jumella   | 21             |
| Casa de Palau                         | Favanella | 22             |
| Casa de Pepe Martín                   | Jumella   | 23             |
| Casa de Putxe                         | Jumella   | 24             |
| Casa de Valdés                        | Iecla     | 25             |
| Casa del Fondonet                     | Favanella | 26             |
| Casa del Mestre                       | Iecla     | 27             |
| Casa del Metge                        | Jumella   | 28             |
| Casa del Mossén                       | Iecla     | 29             |
| Casa del Pi                           | Favanella | 30             |
| Casa del Racó                         | Iecla     | 31             |
| Casa del Soldat                       | Jumella   | 32             |
| Casa del Tio Verdú                    | Favanella | 33             |
| Casa dels Ambrósios                   | Iecla     | 34             |
| Casa dels Àngels                      | Jumella   | 35             |
| Casa dels Carrions                    | Jumella   | 36             |
| Casa dels Ezequiels                   | Jumella   | 37             |
| Casa dels Tinajons                    | Jumella   | 38             |
| Casa dels Tomasons                    | Jumella   | 39             |
| Casa dels Xiriquins                   | Jumella   | 40             |
| Casa Gasques                          | Jumella   | 41             |
| Casa Nueva                            | Jumella   | 42             |
| Casa Poveda                           | Jumella   | 43             |
| Casa Vella                            | Favanella | 44             |
| Casa Vítia                            | Favanella | 45             |
| Cases d'Aroca                         | Jumella   | 46             |
| Cases de Castilla                     | Jumella   | 47             |
| Cases de Jaime                        | Favanella | 48             |
| Cases de l'Ermita                     | Iecla     | 49             |
| Cases de la Foia                      | Favanella | 50             |
| Cases de Marta                        | Iecla     | 51             |
| Cases de Pissana                      | Jumella   | 52             |
| Cases de Selva                        | Iecla     | 53             |
| Cases de Sorrió                       | Jumella   | 54             |
| Cases de Vinyapé                      | Jumella   | 55             |
| Cases del Melero                      | Iecla     | 56             |
| Cases del Pla o del Castellà          | Iecla     | 57             |
| Cases del Raspai                      | Jumella   | 58             |
| Cases del Tio Porro                   | Iecla     | 59             |
| Cases del Venturoso                   | Iecla     | 60             |
| Cases dels Mianos                     | Favanella | 61             |
| Caseta dels Leandres                  | Jumella   | 62             |
| Casica del Hambre o Casa del Piojo    | Jumella   | 63             |
| el Cantal                             | Jumella   | 64             |
| el Corralet                           | Jumella   | 65             |
| el Poste                              | Favanella | 66             |
| els Fernandos                         | Favanella | 67             |
| els Navassos                          | Jumella   | 68             |
| els Peporros                          | Jumella   | 69             |
| els Pomares                           | Jumella   | 70             |
| Finca de l'Hedra                      | Jumella   | 71             |
| la Bodega dels Barons                 | Jumella   | 72             |
| la Colònia                            | Iecla     | 73             |
| la Curiosa                            | Jumella   | 74             |
| la Quintanilla                        | Iecla     | 75             |
| la Venteta                            | Jumella   | 76             |
| les Colònies                          | Iecla     | 77             |
| Pagabién                              | Jumella   | 78             |
| Pelavivos                             | Iecla     | 79             |
| Quitapellejos                         | Iecla     | 80             |
| Venta de les Quebrades                | Iecla     | 81             |
| Xamaleta                              | Jumella   | 82             |
| els Rincons                           | Jumella   | 83             |
| l'Ombria de la Sarsa                  | Favanella | 84             |
| la Raixa                              | Jumella   | 85             |
| Racó Pardina                          | Jumella   | 86             |
| Carrascalejo                          | Iecla     | 87             |
| Casa Gran                             | Jumella   | 88             |
| Casa Palazón                          | Jumella   | 89             |
| el Canalís o el Canalís de Crespo     | Jumella   | 90             |
| el Portitxol                          | Iecla     | 91             |
| els Pinillos                          | Iecla     | 92             |
| Cases del Puerto                      | Jumella   | 93             |

Els 576 habitants es reparteixen entre les següents entitats de població:
| Municipi  | Entitat singular         | Nucli o disseminat         | Habitants (2019) |
| --------- | ------------------------ | -------------------------- | ---------------- |
| Favanella | La Canyada de l'Alenya   | La Canyada de l'Alenya     | 93               |
| Favanella | La Canyada de l'Alenya   | Disseminat                 | 35               |
| Favanella | La Sarsa                 | Disseminat                 | 76               |
| Favanella | El Collado dels Gabriels | Disseminat                 | 36               |
| Iecla     | El Carxe                 | El Carxe                   | 97               |
| Jumella   | L'Alberquilla            | Disseminat                 | 18               |
| Jumella   | La Canyada del Trigo     | La Canyada del Trigo       | 79               |
| Jumella   | La Canyada del Trigo     | Disseminat                 | 42               |
| Jumella   | Las Encebras             | Cases del Conill           | 0                |
| Jumella   | La Raixa                 | Les Coves de Penya Roja    | 0                |
| Jumella   | La Raixa                 | Disseminat                 | 69               |
| Jumella   | La Sarsa                 | Casa del Xarco de la Penya | 0                |
| Jumella   | La Sarsa                 | La Sarsa                   | 17               |
| Jumella   | La Sarsa                 | Disseminat                 | 8                |
| Jumella   | La Torre del Rico        | Casa Dies                  | 11               |
| Jumella   | La Torre del Rico        | La Torre del Rico          | 56               |
| Jumella   | La Torre del Rico        | Disseminat                 | 39               |

La població els últims anys ha evolucionat de la següent manera:

## Llengua

Localització del Carxe respecte al domini lingüístic valencià

Gràcies a les investigacions sociolingüístiques portades a terme per Pere Barnils i Antoni Griera, es coneix per primera vegada la seua existència com a zona de parla catalana en la publicació el 1919 de "Dialectes catalans", i el 1921 d'"El valencià", respectivament en el Butlletí de Dialectologia Catalana VII.
Posteriorment, el 1950, Manuel Sanchis-Guarner donà unes primeres notícies del Carxe a la seua Gramàtica Valenciana. El 1963, Joan Coromines va recollir-hi materials que no publicaria. El 1970, Sanchis-Guarner analitzaria en profunditat les característiques dialectals pròpies. Independentment, també el 1970 visità la comarca Xavier Fàbregas. Darrerament, també ha estat estudiada per Brauli Montoya i deixebles seus, i Esther Limorti.
Al Carxe s'hi parla valencià meridional per l'origen dels seus pobladors. Concretament, a la meitat nord provenien del Pinós i Monòver; i a la meitat sud, de l'Alguenya i Novelda. Aquesta diferència d'orígens encara es pot apreciar al parlar: per exemple, al nord encara predominen les formes venir i tenir, pròpies de Monòver, mentre que al sud predominen vindre i tindre, pròpies de Novelda. També pot apreciar-se en la toponímia: al nord es troben topònims provinents d'antropònims propis de Monòver i el Pinós, mentre que al sud n'hi ha de l'Alguenya i Novelda. Entre els trets més rellevants del parlar del Carxe destaquen l'harmonia vocàlica, la pèrdua de la -r final, el ieisme i el betacisme.
L'any 2005, l'Ajuntament de Iecla demanà ajuda a l'Acadèmia Valenciana de la Llengua per començar a impartir cursos de valencià, davant d'una instància presentada per un veí del Raspai al síndic de greuges del País Valencià.
Així mateix, l'any 2010, dues localitats més del Carxe, Jumella i Favanella, se sumaren al projecte i, des de llavors, també s'hi imparteixen classes de valencià. Després de la demanda per a aprendre valencià, l'AVL preveu que, amb els anys, el nombre de cursos de valencià al Carxe augmenten.